# 中日韩字体列表
本頁面列出较为著名的中日韩汉字電腦字體。
中日韩统一表意文字有多种传统表现方式；而作为现代的字体，则主要有宋体（或称明体，歐美稱衬线体）、黑体（歐美稱非衬线体）、楷体、隶书体等多种类手写体。
以字库字形内容分类则分为廣用字体（如泛統一碼字体、泛中日韓字体）及特用字体（如简体中文、繁体中文、日文、韩文）。
以字体版权分类则分为自由版权和受限版权，标有[F]代表自由及開放原始碼軟體（FOSS）；[F]代表曾經獲普遍認為是自由及開源軟件，但現在有爭議。

## 宋体／明体
| 字体名称   | 样例（简） | 样例（繁） |
| ---------- | ---------- | ---------- |
| 宋體／明體 |            |            |

### 泛萬國碼
- Bitstream Cyberbit

### 泛中日韓
- [F]思源宋体：由Adobe和Google联合制作的字体，分为四种版本（中文版与常州华文合作），SIL授权

### 简体中文
- 长城宋体：深圳长城制作，随微软Windows 3.2分发
- MS宋体：珠海四通制作，随微软IE3字体包、Office XP字体包和Global IME分发
- 中易宋体、新宋体、宋体-GB18030、宋体-方正超大字符集、宋体-ExtA、宋体-ExtB：北京中易制作，1995年后随微软Windows和Office分发，并不断扩充
- 华文宋体：常州华文制作，随微软Office以及Mac OS X 10.2-10.4分发
- 华文中宋：常州华文制作，是华文宋体加粗后的版本（但是作为独立字体），随微软Office分发
- [F]文泉驿点阵宋体：GPL授权

### 繁体中文
- 新細明體、細明體、細明體-ExtB、新細明體-ExtB、細明體_HKSCS、細明體_HKSCS-ExtB：台湾华康制作，随微软Windows 3.0及以后的Windows和Office分发，并不断扩充、修正（如新細明體更新套件）以及增补（如为香港用户增补的HKSCS字符集）
- 儷宋Pro：隨Mac OS 9或X 10.3–10.4附贈
- 蘋果儷細宋：隨Mac OS 9或X 10.2–10.4附贈
- H-秀月（H-SiuNiu）
- [F]全字庫正宋體（網頁（页面存档备份，存于））：由中華民國國家發展委員會開發的字型，基於教育部公布的國字標準字體製作。
- 國字標準字體字形檔－宋體（教育部標準宋體）（網頁（页面存档备份，存于））：由中華民國教育部基於教育部公布的國字標準字體製作和開發的字型，採創用CC「姓名標示-禁止改作3.0臺灣版」授權。
- [F]一點明體、新一細明體：基于IPAex Mincho字体开发，使用IPA字体授权。[1]

### 日文
- MS明朝（MS Mincho）及MS P明朝（MS PMincho）：Windows 95起提供的日文版字体
- [F]TakaoMincho、TakaoPMincho及TakaoExMincho（在Ubuntu安裝「日文支援」會安裝此等字型）
- [F]IPAex Mincho、IPAmj Mincho（页面存档备份，存于）：独立行政法人情报处理推进机构开发，使用IPA字体授权（页面存档备份，存于）（IPA font licence）。

### 韓文
- Batang（바탕）、BatangChe、HYMyeongJo（HY명조）：随微软Windows分发
- [F]UnBatang（은바탕）：大部份Linux發行版都有
- Seoul Hangang（서울한강체）：首尔市政府的官方字体
- [F]Nanum Myeongjo（나눔명조）：Nanum系列字体之一，由Naver公司发布，OFL授权

### 越南文
- （喃那宋Light）：仿照的字体风格设计[2]
- [F]Han Nom Font Set（页面存档备份，存于）：覆盖CJK扩展A区及B区，GPL授权

### 衍生字体

#### 报宋
报宋是一类由日本秀英明朝体衍生而来的多用于中国大陆报纸的宋体，特点是笔划较为纤细，适合排版。
- 64-1体：后称报宋体，最初为《人民日报》设计，后来亦是王选推广激光照排法时采用的字体
- 方正新报宋、方正兰亭宋、方正博雅宋：北大方正制作，中国大陆现今报纸常用的字体
- [F]文鼎PL細上海宋及文鼎PL簡報宋：文鼎公共授權（Arphic Public License）自由字体，由文鼎科技釋出，現時大部份Linux分發版本都有
- [F]文鼎PL新宋（AR PL New Sung）：文鼎公共授權自由字型，由開源社群將文鼎科技釋出之兩套自由字型合併，再加上點陣字而成[3]
- [F]AR PL UMing：文鼎公共授權自由字型，由「文鼎PL新宋」復刻而來，現時大部份Linux分發版本都有
- 及：文鼎公共授權自由字型，但修改了授權條款，只能用於非商業用途。
- [F]BabelStone Han（页面存档备份，存于）：文鼎公共授權自由字型，基於「文鼎PL細上海宋」及「文鼎PL簡報宋」（即舊授權字型）擴展而來。

#### 仿宋
仿宋是一类采用宋体结构、楷书笔画的较为清秀挺拔的字体，因系仿制南宋临安陈起陈宅书籍铺出版的书籍的字体而得名。
- 中易仿宋_GB2312、中易仿宋：北京中易制作，随微软Windows分发，早期版本仅含GB2312字符集的字符
- 华文仿宋：常州华文制作，随微软Office分发

#### 宫书（궁서）
严格来说更近似楷体，但英文版原文如是分类。
- Gungsuh、GungsuhChe：随微软Windows分发
- [F]UnGungsuh：大部份Linux發行版都有

## 黑體

### 泛Unicode
- Arial Unicode MS：附贈於Microsoft Office 2000及更高版本
- [F]Droid Sans Fallback：由Ascender公司（英语：Ascender Corporation）為Google的移动操作系统Android製作，以Apache License 2授權
- OPPO sans：由OPPO公司于2019年4月份发布，同年11月20日被宣布可免费商用。[4][5]字形设计由汉仪字库与美国Pentagram五角公司合作完成。[6]
- MiSans：是小米联合蒙纳字库和汉仪字库制作的字体，于2021年发布，是小米兰亭Pro的升级替代字体，也为小米旗下MIUI 13、MIUI 14、Xiaomi Hyper OS的默认字体。[7][8]它支持GB18030标准，支持10个字重，可免费商用。[9]

### 泛CJK
- [F]思源黑体：由Adobe与Google所领导开发的开源字体家族，支持傳統中文、简体中文、日文及韩文，并且各有7种字体粗细
- 方正黑体：方正字库于1998年发布的字体，可免费商业发布使用，支持大陆简体(GB2312-80)、简繁扩展(GBK)、港台地区(BIG-5)。 [10][11]

### 简体中文
- 长城黑体：深圳长城制作，随微软Windows 3.2分发
- MS黑体：珠海四通制作，随微软IE3字体包、Office XP字体包和Global IME分发
- 中易黑体：北京中易制作，随微软Windows 95和Office 97分发
- 微软雅黑：北大方正制作，微软ClearType专用新字体之一，随微软Windows Vista和Office 2007及以上版本分发
- [F]文泉驿微米黑：由文泉驿开发的开源字体，基于Droid Sans Fallback
- 华文黑体：常州华文制作，随Mac OS X 10.2及以上版本分发
- 华文细黑：常州华文制作，随Mac OS X 10.2及以上版本和微软Office 2000及以上版本分发
- 黑体-简：常州华文制作，随Mac OS X 10.6及以上版本分发
- 苹方-简：台湾华康制作，随Mac OS X 10.11和iOS 9及以上版本分发
- Hiragino Sans GB：随Mac OS X 10.6及以上版本分发

### 繁體中文
- 微軟正黑體
- 蘋果儷中黑：隨附於Mac OS 9及Mac OS X 10.2或以上版本
- 儷黑Pro：隨附於Mac OS X 10.3或以上版本
- 黑體-繁：隨附於Mac OS X 10.6或以上版本
- 蘋方-繁、蘋方-港：隨附於OS X 10.11或以上版本（威鋒數位販售版本為「華康金剛黑」）
- [F]文泉驿正黑
- H-儷黑（H-LiHei）
- 信黑體
- 監獄體

### 日文
- Meiryo
- MS Gothic（MS ゴシック）：日文版Windows 3.1及以后版本附赠的默认系统字体，所有语言的Windows 2000至Windows 8.1、Windows 10日文版、Microsoft Office v.X至2004、Internet Explorer 3的日文字体包、Microsoft Global IME 5.02（日文版）、Office XP Tool：Japanese Language Pack、Windows 10的日文附加字体。
- MS PGothic（ＭＳ Ｐゴシック）：随日文版Windows 95起、所有语言的Windows XP、Microsoft Office 2004附赠。
- MS UI Gothic：Windows 98至Windows XP的默认界面字体，随日文版Windows 98及以后版本、所有语言的Windows XP附赠。
- [F]Takao Gothic、Takao PGothic及Takao ExGothic（在Ubuntu安裝「日文支援」會安裝此等字型）
- [F]IPAex Gothic：独立行政法人情报处理推进机构开发，使用IPA字体授权。
- [F]Mona Font：附赠于多款Linux发行版的自由字体，公有领域。
- [F]? VL Gothic（VLゴシック）：起于Vine Linux的字体。包含由M+ FONTS及Sazanami Gothic字体衍生而来的字形，由此使用两种许可条款。
- Osaka：旧板Mac OS的默认系统字体。
- Hiragino Kaku Gothic（ヒラギノ角ゴ）、Hiragino Maru Gothic（ヒラギノ丸ゴ）：Mac OS X日文版的默认字体。
- Kozuka Gothic（小塚ゴシック）：由Adobe Illustrator新版提供。
- GothicBBB-Medium：由Adobe用于其文档中的示例。
- [F]Kochi Gothic（東風ゴシック）：原名渡边字体（渡邊フォント，Watanabe），曾以为是自由字体并附赠于多款Linux发行版。后来发现其前身渡边字体是从TypeBank and Design Laboratory，Hitachi，Ltd.开发的TypeBank Mincho-M字体复制而来而转向基于和田研字体开发。[12][13][14]
- [F]Sazanami Gothic（さざなみゴシック）[15]：同样曾以为是自由字体并附赠于多款Linux发行版。[16]

### 韓文
- （Malgun Gothic）
- （HYGothic）
- [F]UnDotum（은돋움）
- AppleGothic（애플고딕）：苹果Mac OS 9至Mac OS X 10.7及iOS 1至5.0的默认韩文字体。自OS X起完全支持Unicode。
- Seoul Namsan（서울남산체）：首尔市政府的官方字体。
- [F]Nanum Gothic（나눔고딕）：Nanum系列字体之一，由Naver公司发布，OFL授权。
- [F]Hamchorom Dotum（页面存档备份，存于）：Hancom公司开发。

### 衍生字体

#### 圆体
圆体也称圆头体，是方體的变体，与方體不同，笔划末端与转角呈圆弧状，而方體则有棱角，因此不但有方體清晰易读的优点，而且也予人较柔和的感觉。
- 幼圆体：北京四通制作，随Windows发行。
- [F]open粉圆：台湾justfont基于小杉圆体制作的圆体，為繁体用户而設。

#### 线体
- 等线体：北大方正制作，随Windows 10和Office 2016发行，在最新版Office作默认字体

## 楷書
| 字体名称 | 样例（简） | 样例（繁） |
| -------- | ---------- | ---------- |
| 楷體     |            |            |

### 中文
- 標楷體
- 中易楷体或楷体_GB2312
- 华文楷体（STKaiti）
- Kai：附贈於Mac OS簡體中文版
- BiauKai：附贈於Mac OS繁體中文版
- [F]全字庫正楷體（網頁（页面存档备份，存于））：由中華民國國家發展委員會開發的字型，基於教育部公布的國字標準字體製作。
- 國字標準字體字形檔－楷書（教育部標準楷書）（網頁 （页面存档备份，存于））：由中華民國教育部基於教育部公布的國字標準字體製作和開發的字型，採創用CC「姓名標示-禁止改作3.0臺灣版」授權。
- [F]文鼎PL中楷及文鼎PL簡中楷：文鼎公共授權自由字体，由文鼎科技釋出，現時大部份Linux分發版本都有
- [F]文鼎PL新中楷及文鼎PL新中楷Mono：文鼎公共授權自由字体，由開源社群將文鼎科技釋出之兩套自由楷書字體合併而成[3]
- [F]AR PL UKai：文鼎公共授權自由字体，由開源社群將文鼎科技釋出之兩套自由楷書字體合併而成，現時大部份Linux分發版本都有
- [F][F]一點顏體（页面存档备份，存于）：基于王汉宗一款颜体字体开发，GPL授权。王汉宗系列版权存疑。
- [F]自由香港楷書（页面存档备份，存于）（Free HK Kai）：自由香港字型专案依據香港教育局《常用字字形表》2007年重排本的小學生常用字及修改台灣全字庫楷體而成，以共享創意署名4.0國際授權條款釋出。
- [F]霞鹜文楷，基于Klee One，OFL-1.1。

### 日文
- （HGSeikaishotai）
- [F]Klee One（页面存档备份，存于）：更偏向硬笔书写风格

### 韓文
- （HYhaeseo）
- （UnGungseo）

## 其他手書體
| 字体名   | 样例（简） | 样例（繁） |
| -------- | ---------- | ---------- |
| 篆体     |            |            |
| 隶体     |            |            |
| 柏青体   |            |            |
| 平和体   |            |            |
| 汉简体   |            |            |
| 魏碑体   |            |            |
| 佛经体   |            |            |
| 欧体     |            |            |
| 颜体     |            |            |
| 柳体     |            |            |
| 瘦金体   |            |            |
| 南宫体   |            |            |
| 硬笔楷书 |            |            |
| 硬笔行书 |            |            |
| 草體     |            |            |
| 黄草体   |            |            |
| 大草体   |            |            |
| 行楷体   |            |            |
| 雪君体   |            |            |
| 启体     |            |            |
| 行體     |            |            |
| 舒体     |            |            |
| 破體     |            |            |
| 康体     |            |            |
| 北魏體   |            |            |

### 手書系列
- 手書風
- 字跡

## 現代字體
| 字体名称 | 样例（简） | 样例（繁） |
| -------- | ---------- | ---------- |
| 仿宋體   |            |            |
| 幼圆体   |            |            |
| 正黑体   |            |            |
| 雅黑体   |            |            |
| 线体     |            |            |
| 姚体     |            |            |
| 美黑体   |            |            |
| 圓體     |            |            |
| 黑體     |            |            |
| 宋体     |            |            |
| 楷体     |            |            |
| 综艺体   |            |            |
| 白棋体   |            |            |
| 咪咪体   |            |            |
| 布丁体   |            |            |
| 彩带体   |            |            |
| 彩云体   |            |            |
| 齿轮体   |            |            |
| 粗活意体 |            |            |
| 粗黑宋体 |            |            |
| 儷金黑體 |            |            |
| 宋黑体   |            |            |
| 黛玉体   |            |            |
| 雕刻体   |            |            |
| 蝶语体   |            |            |
| 疊圓體   |            |            |
| 抖抖体   |            |            |
| 嘟嘟体   |            |            |
| 橄榄体   |            |            |
| 广告体   |            |            |
| 哈哈体   |            |            |
| 海報體   |            |            |
| 海纹体   |            |            |
| 海韵体   |            |            |
| 书魂体   |            |            |
| 艺黑体   |            |            |
| 黑棋体   |            |            |
| 黑咪体   |            |            |
| 琥珀体   |            |            |
| 胡子体   |            |            |
| 花瓣体   |            |            |
| 花蝶体   |            |            |
| 華綜體   |            |            |
| 火柴体   |            |            |
| 家书体   |            |            |
| 贱狗体   |            |            |
| 剑体     |            |            |
| 荆棘体   |            |            |
| 卡通体   |            |            |
| 立黑体   |            |            |
| 凌波体   |            |            |
| 菱心体   |            |            |
| 流行体   |            |            |
| 流叶体   |            |            |
| 萝卜体   |            |            |
| 漫步体   |            |            |
| 妞妞体   |            |            |
| 胖头鱼体 |            |            |
| 胖娃体   |            |            |
| 霹雳体   |            |            |
| 倩体     |            |            |
| 清韵体   |            |            |
| 趣体     |            |            |
| 珊瑚体   |            |            |
| 少儿体   |            |            |
| 少女體   |            |            |
| 神工体   |            |            |
| 石头体   |            |            |
| 水波体   |            |            |
| 水滴体   |            |            |
| 水管体   |            |            |
| 水柱体   |            |            |
| 随意体   |            |            |
| 太极体   |            |            |
| 弹簧体   |            |            |
| 娃娃体   |            |            |
| 习字体   |            |            |
| 潇洒体   |            |            |
| 行黑体   |            |            |
| 醒示体   |            |            |
| 秀英体   |            |            |
| 雪峰体   |            |            |
| 丫丫体   |            |            |
| 雁翎体   |            |            |
| 幼幼體   |            |            |
| 藏体     |            |            |
| 毡笔黑体 |            |            |
| 竹节体   |            |            |
| 竹子体   |            |            |

## 另見
- Mac OS X字体列表
- 漢字標準列表